# 済鋼集団
済鋼集団有限公司（さいこうしゅうだんゆうげんこうし）は、中華人民共和国山東省に本拠を置く鉄鋼企業である。1958年創業。略称は「済鋼」。2008年までの旧社名は「済南鋼鉄集団総公司」。
山東省済南市歴城区を拠点とする。同じ山東省の済南市鋼城区を拠点とする萊蕪鋼鉄集団とともに山東鋼鉄集団の傘下で、同社が100%出資する。上場企業の済南鋼鉄股份有限公司（済南鋼鉄）などを傘下に持つ。
済南鋼鉄への出資比率は68.69%。同社は鉄鋼メーカーで、2009年の生産量は、銑鉄696万トン、粗鋼746万トン、鋼材709万トンであった。2000年12月19日設立、上海証券取引所に上場する（A株、コードは600022）。